# Bisbat de Saint-Dié

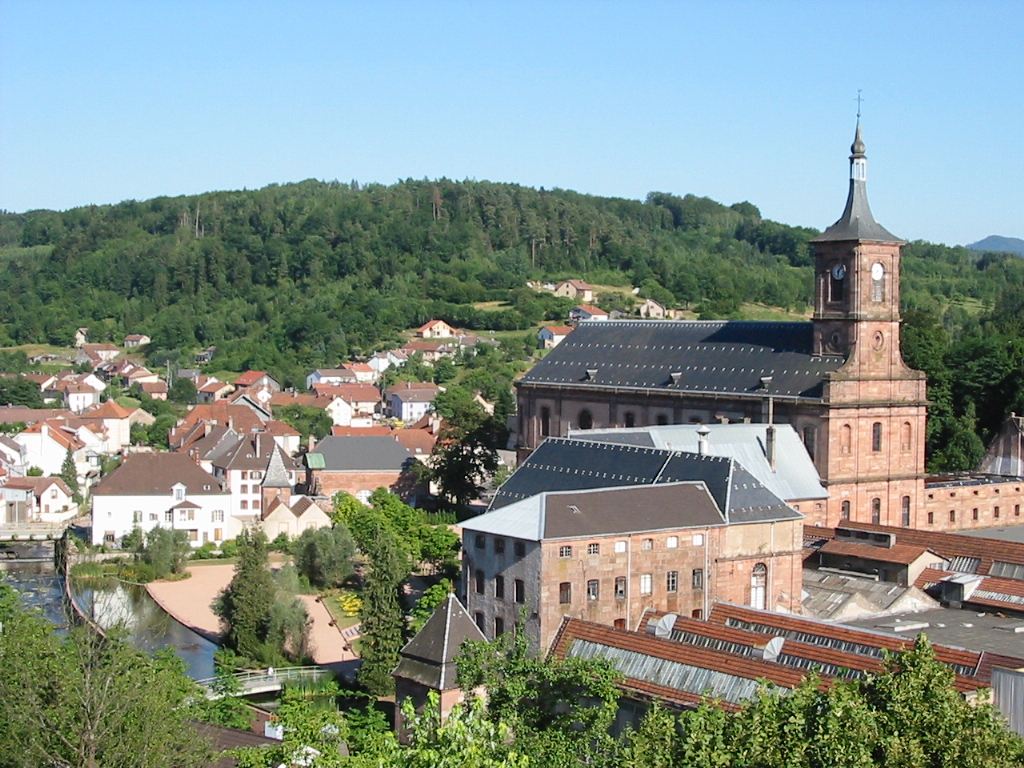
L'abadia de Moyenmoutier, fundada per sant Idulf al voltant del 671.

El bisbat de Saint-Dié (francès: Diocèse de Saint-Dié, llatí: Dioecesis Sancti Deodati) és una seu de l'Església Catòlica a França, sufragània de l'arquebisbat de Besançon. Al 2014 tenia 315.170 batejats sobre una població de 379.724 habitants. Actualment està regida pel bisbe Didier Berthet.

## Territori
La diòcesi comprèn el departament francès dels Vosges.
La seu episcopal és la ciutat d'Épinal. A Saint-Dié-des-Vosges es troba la catedral de Sant Diodat.
El territori s'estén sobre 5.903 km², i està dividit en 46 parròquies, agrupades en 10 vicariats.

## Història
La diòcesi va ser erigida el 21 de juliol de 1777 amb la butlla Relata semper pel papa Pius VI. El seu territori estava parcialment constituït per parròquies restants de la diòcesi de Toul ; en part amb les possessions de les antigues grans abadies d'Étival, Senones i Moyenmoutier; i finalment amb les possessions de la col·legiata nullius dioecesis de Saint-Dié. Va ser originalment sufragània de l'arxidiòcesi de Trèveris.
Seguint el concordat del 29 de novembre de 1801 amb la butlla Qui Christi Domini del Papa Pius VII, la diòcesi va ser suprimida i el seu territori es va fusionar amb el de la diòcesi de Nancy. No obstant això, el bisbe Barthélemy-Louis-Martin de Chaumont de la Galaisiere es va negar a dimitir.
Al juny de 1817 es va signar un nou concordat entre la Santa Seu i el govern francès, seguit el 27 de juliol per la butlla Commissa divinitus, amb el qual el papa va restaurar la seu de Saint-Dié. No obstant això, atès que el concordat no va entrar en vigor, ja que no va ser ratificat pel Parlament de París, aquesta erecció no va tenir efecte; com a resultat, el bisbe ja nomenat, Augustin-Louis de Montblanc, mai no podia prendre possessió del seu seient.
La diòcesi va ser restablerta definitivament com a sufragània de l'arxidiòcesi de Besançon el 6 d'octubre de 1822 amb la butlla 'Paternae charitatis del papa Pius VII.
El 10 de juliol de 1874, després dels canvis territorials determinats per la guerra franco-prusiana, va cedir una part del seu territori en benefici de la diòcesi d'Estrasburg.

## Cronologia episcopal
- Barthélemy-Louis-Martin de Chaumont de La Galaisière † (21 de juliol de 1777 - 1801 deposat)[1]
  - Sede soppressa (1801-1822)
  - Augustin-Louis de Montblanc † (1 d'octubre de 1817 - 27 de juny de 1821 nomenat bisbe coadjutor de Tours amb el títol de Cartago) (bisbe electe)
- Jacques-Alexis Jacquemin † (17 de novembre de 1823 - 16 de juny de 1830 renuncià)
- Jacques-Marie-Antoine-Célestin du Pont † (5 de juliol de 1830 - 24 de juliol de 1835 nomenat arquebisbe d'Avinyó)
- Jean-Joseph-Marie-Eugène de Jerphanion † (24 de juliol de 1835 - 27 de gener de 1843 nomenat arquebisbe d'Albi)
- Jean-Nicaise Gros † (27 de gener de 1843 - 17 de juny de 1844 nomenat bisbe de Versalles)
- Daniel-Victor Manglard † (17 de juny de 1844 - 17 de febrer de 1849 mort)
- Louis-Marie-Joseph-Eusèbe Caverot † (20 d'abril de 1849 - 26 de juliol de 1876 nomenat arquebisbe de Lió)
- Albert-Marie-Camille de Briey † (26 de juliol de 1876 - 10 de novembre de 1888 mort)
- Etienne-Marie-Alphonse Sonnois † (30 de desembre de 1889 - 19 de gener de 1893 nomenat arquebisbe de Cambrai)
- Alphonse-Gabriel-Pierre Foucault † (19 de gener de 1893 - 26 de maig de 1930 mort)
- Louis-Augustin Marmottin † (2 d'agost de 1930 - 21 d'agost de 1940 nomenat arquebisbe de Reims)
- Emile-Arsène Blanchet † (6 d'octubre de 1940 - 10 d'octubre de 1946 renuncià)
- Henri-René-Adrien Brault † (29 de setembre de 1947 - 11 de juliol de 1964 mort)
- Jean-Félix-Albert-Marie Vilnet † (24 de setembre de 1964 - 13 d'agost de 1983 nomenat bisbe de Lilla)
- Paul-Marie Joseph André Guillaume (29 d'octubre de 1984 - 14 de desembre de 2005 jubilat)
- Jean-Paul Mary Mathieu (14 de desembre de 2005 - 15 de juny de 2016 jubilat)
- Didier Berthet, des del 15 de juny de 2016

## Estadístiques
A finals del 2014, la diòcesi tenia 315.170 batejats sobre una població de 379.724 persones, equivalent al 83,0% del total.
| any  | població | població | població | sacerdots | sacerdots       | sacerdots       | sacerdots             | diaques | religiosos | religiosos | parròquies |
| ---- | -------- | -------- | -------- | --------- | --------------- | --------------- | --------------------- | ------- | ---------- | ---------- | ---------- |
| any  | batejats | total    | %        | total     | clergat secular | clergat regular | batejats por sacerdot | diaques | homes      | dones      |            |
| 1950 | 338.900  | 342.315  | 99,0     | 479       | 466             | 13              | 707                   |         | 11         | 844        | 483        |
| 1970 | 380.000  | 388.201  | 97,9     | 493       | 461             | 32              | 770                   |         | 42         | 990        | 459        |
| 1980 | 387.000  | 404.000  | 95,8     | 432       | 421             | 11              | 895                   | 1       | 18         | 805        | 462        |
| 1990 | 389.000  | 399.000  | 97,5     | 303       | 293             | 10              | 1.283                 | 4       | 20         | 683        | 462        |
| 1999 | 337.434  | 386.234  | 87,4     | 246       | 237             | 9               | 1.371                 | 17      | 16         | 470        | 462        |
| 2000 | 331.661  | 380.461  | 87,2     | 242       | 230             | 12              | 1.370                 | 18      | 19         | 455        | 57         |
| 2001 | 372.062  | 380.362  | 97,8     | 223       | 216             | 7               | 1.668                 | 18      | 15         | 423        | 57         |
| 2002 | 372.652  | 380.952  | 97,8     | 221       | 213             | 8               | 1.686                 | 18      | 13         | 414        | 49         |
| 2003 | 370.000  | 380.952  | 97,1     | 211       | 206             | 5               | 1.753                 | 18      | 8          | 397        | 49         |
| 2004 | 370.000  | 380.952  | 97,1     | 208       | 200             | 8               | 1.778                 | 23      | 11         | 391        | 49         |
| 2010 | 289.000  | 385.000  | 75,1     | 143       | 137             | 6               | 2.020                 | 22      | 10         | 258        | 57         |
| 2014 | 315.170  | 379.724  | 83,0     | 90        | 90              |                 | 3.051                 | 23      | 7          | 206        | 46         |